# 南海沃德站
南海沃德站（英語：South Hayward station），是舊金山灣區捷運位于美国旧金山湾区海沃德的一个车站。BART线路橙线和绿线停靠本站。本站于1972年9月11日启用 。南海沃德名称最早于1965年定下。
可以换乘公交线路41、83、86、99以及通宵线路801。